# روبرت إف. روكويل
روبرت إف. روكويل هو فلاح وسياسي أمريكي، ولد في 11 فبراير 1886 في كورتلاند في الولايات المتحدة، وتوفي في 29 سبتمبر 1950 في Maher, Colorado ‏ في الولايات المتحدة. نشط حزبياً في الحزب الجمهوري.

## مناصب
- انتخب عضو  [لغات أخرى]‏ (1932 – 1946).
- انتخب نائب حاكم كولورادو [الإنجليزية]‏ (1922 – 1924).
- انتخب عضو مجلس ولاية كولورادو ‏ (1920 – 1924).
- انتخب عضو مجلس نواب كولورادو ‏ (1916 – 1920).
- انتخب عضو مجلس النواب الأمريكي [الإنجليزية]‏.